# Mladějovice
Mladějovice település Csehországban, a Olomouci járásban. Mladějovice Paseka, Komárov, Řídeč, Šternberk, Újezd, Babice és Hnojice településekkel határos. Lakosainak száma 729 fő (2024. január 1.).

## Népesség
A település lakosságának változását az alábbi diagram mutatja:
| Lakosok száma | 518  | 529  | 583  | 612  | 622  | 681  | 702  | 718  | 674  | 729  |
|               | 1869 | 1900 | 1921 | 1961 | 1980 | 2011 | 2016 | 2019 | 2021 | 2024 |